# Hardtop
Hardtop är ett avtagbart tak till bilar. Många cabriolet-modeller erbjuder hardtop som komplement till suffletten. Av amerikanska biltillverkare kallas en vanlig täckt bil utan B-stolpar för hardtop. Denna är i regel en coupé eller sedan med två dörrar, men även fyrdörrars sedanmodeller i hardtoputförande förekommer.
Exempel på bilmodeller med hardtop är:
| - BMW Z4 (2010) - BMW M3 (2008) - BMW 328i/335i Cabrio (2007) - Cadillac XLR (2004) - Chevrolet SSR (2003) - Chrysler Sebring (2008) - Daihatsu Copen (2002) - Ferrari California (2009) - Ford Focus CC (2007) - Lexus SC 430 / Toyota Soarer (2001) - Lexus IS 250/350 C (2009) - Mazda MX-5 Power Retractable Hard Top (2007) - Mercedes-Benz SLK-Class (1998-2009) - Mercedes-Benz SL-Class (2003-2009) - Mitsubishi 3000GT Spyder Mk.2 (1995-1996) - Mitsubishi Colt CZC (2006) | - Nissan Micra C+C (2005) - Nissan Silvia Varietta (2000) - Toyota MR2 Roadster (2000) - Opel Astra TwinTop / Vauxhall Astra TwinTop (2006) - Opel Tigra TwinTop / Vauxhall Tigra TwinTop (2005) - Peugeot 206 CC (2001) - Peugeot 307 CC (2003) - Peugeot 207 CC (2007) - Peugeot 308 CC (2008) - Pontiac G6 (2006) - Renault Mégane CC (2003) - Volvo C70 Mk.2 (2006) - Volkswagen Eos (2006) |  |  |

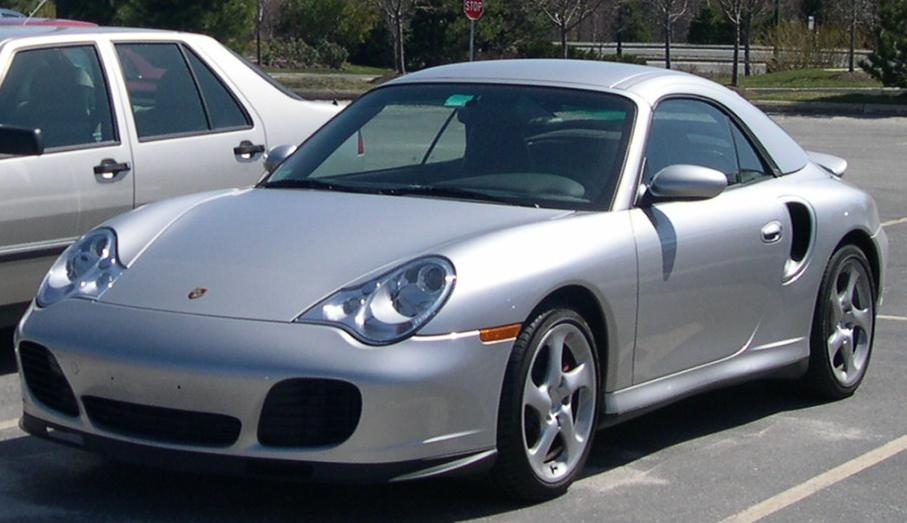
En Porsche 996 cabriolet med hardtop